# 三星Galaxy A01 Core
三星Galaxy A01 Core是一款由韩国三星电子于2019年12月推出，2020年1月首发的入门Android智能手机，隶属于三星Galaxy A系列，为三星Galaxy A10的后继产品。该机配备5.7 英寸，720 x 1480像素的觸控式螢幕；搭载Android 10操作系统。